# Tylopoda
Los tilópodos (Tylopoda, gr. "pies con almohadillas") son un suborden de mamíferos artiodáctilos que incluye una única familia actual, los camélidos. En el pasado fue mucho más diverso y se conocen cuatro familias extintas.

## Taxonomía
Según Spaulding et al. en 2009:
- Basales e  incertae sedis
  - Género †Gobiohyus (quizá ¿Helohyidae?)
  - Especie †"Bunomeryx" montanus
  - Familia †Homacodontidae (= Altiaconodontidae, Bunomerycidae)
- Superfamilia †Anoplotherioidea
  - Familia †Anoplotheriidae
  - Familia †Cainotheriidae
  - Familia †Dacrytheriidae
- Superfamilia Cameloidea
  - Familia †Oromerycidae
  - Familia Camelidae
- SuperFamilia †Oreodontoidea/Xiphodontoidea/Merycoidodontoidea
  - Familia †"Agriochoeridae" (parafilética)
  - Familia †Merycoidodontidae
  - Familia †Xiphodontidae